# NGC 3705
NGC 3705 est une galaxie spirale intermédiaire (barrée ?) située dans la constellation du Lion. NGC 3705 a été découverte par l'astronome germano-britannique William Herschel en 1784.

## Caractéristiques
La classe de luminosité de NGC 3705 est I-II et elle présente une large raie HI. Elle renferme également des régions d'hydrogène ionisé. De plus, c'est une galaxie LINER, c'est-à-dire une galaxie dont le noyau présente un spectre d'émission caractérisé par de larges raies d'atomes faiblement ionisés.

### Distance
Sa vitesse par rapport au fond diffus cosmologique est de 1 373 ± 25 km/s, ce qui correspond à une distance de Hubble de 20,25 ± 1,46 Mpc (∼66 millions d'al).
À ce jour, une vingtaine de mesures non basées sur le décalage vers le rouge (redshift) donnent une distance de 18,415 ± 2,198 Mpc (∼60,1 millions d'al), ce qui est à l'intérieur des valeurs de la distance de Hubble. Cependant, puisque cette galaxie est relativement rapprochée du Groupe local, il est probable que cette valeur soit plus près de la distance réelle de NGC 3705. Notons que c'est avec la valeur moyenne des mesures indépendantes, lorsqu'elles existent, que la base de données NASA/IPAC calcule le diamètre d'une galaxie.

## Morphologie

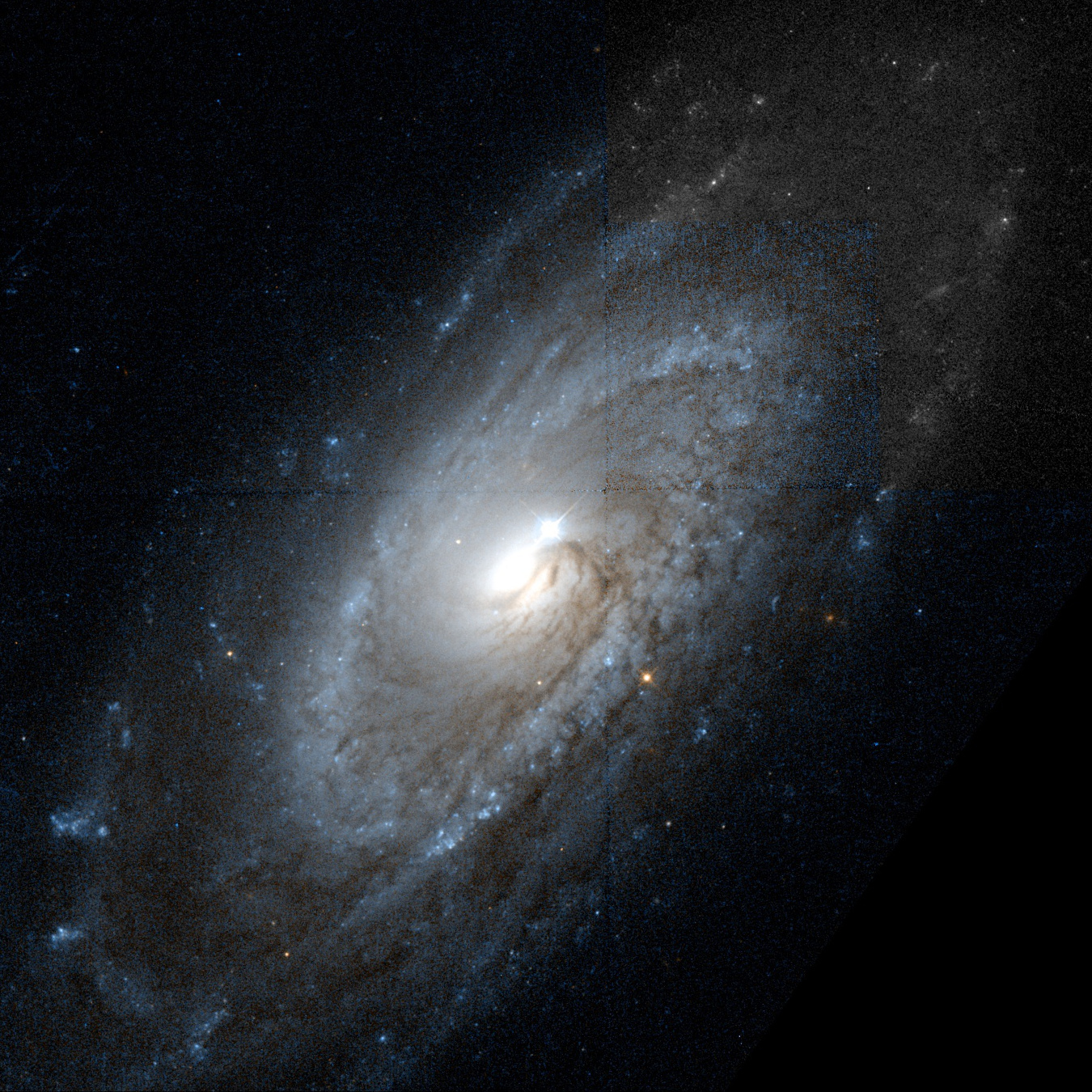
NGC 3705 par le télescope spatial Hubble.

Eskridge, Frogel et Pogge ont publié un article en 2002 décrivant la morphologie de 205 galaxies spirales ou lenticulaires rapprochées. Les observations ont été réalisées dans la bande H de l'infrarouge et dans la bande B (le bleu). Selon Eskridge et ses collègues, NGC 3705 est de type S(r)b dans la bande B et SAB(r)ab dans la bande H. Une étoile de notre galaxie se trouve à seulement 3' du noyau de NGC 3705. La source nucléaire ponctuelle de cette galaxie est encastrée dans un bulbe elliptique. À un faible contraste, les filetages de la barre se gonflent le long du petit axe du bulbe. À un contraste élevé, les extrémités de la barre sont situés sur un anneau intérieur. À l'extérieur de cet anneau, il existe un faible motif spiralé dans le disque. Les bras sont inégaux et étroits. 

## Trou noir supermassif
Selon un article basé sur les mesures de luminosité de la bande K de l'infrarouge proche du bulbe de NGC 3705, on obtient une valeur de 107,5 {\displaystyle M_{\odot }} (32 millions de masses solaires) pour le trou noir supermassif qui s'y trouve.